# Hofstad Apotheek
De Hofstad Apotheek is een apotheek in Den Haag die zich bevindt aan de Korte Poten in het gedeelte tussen het Plein en het Centraal Station. De apotheek werd in 1905 gebouwd en in 1913 kreeg het het huidige interieur.
Het gehele pand is aangewezen als gemeentelijk monument. Het is beschermd omdat het ook een voorbeeld is van het transformatieproces van eenvoudige bedrijvenbuurt naar een mondaine winkelstraat. Omdat het pand niet in zijn geheel beschermingswaardig is, zijn alleen de voorgevel en het interieur van de apotheek beschermd.

## Exterieur
Het winkel-woonhuis bestaat uit een sobere neorenaissance gevel uit 1905, ontworpen door de architecten Jan Cornelis van Dorsser en J.J. van Dam. De pui is symmetrisch van opzet met twee etalages in de vorm van erkers en daartussen een portiek voor de twee winkelingangen. Aan de rechterzijde een portiek voor de bovenwoning. De pui is van hout en bestaat uit grote ramen met bovenlichten van geslepen glas. De ramen en bovenlichten worden van elkaar gescheiden door een gebogen roede. Boven de houten pui is een, op een zichtbare metalen puibalk steunende, bakstenen gevel opgemetseld.
Tegen de achtergevel is een aanbouw van twee bouwlagen gebouwd. Dit bouwdeel valt niet onder de bescherming van het gemeentelijk monument.

## Interieur
De begane grond is opgedeeld in twee winkels. Aan de rechterzijde is de Hofstad Apotheek gevestigd Het interieur van de apotheek werd in 1913 in art-nouveau-stijl ontworpen door de J.Mutters jr,. Het is nog geheel bewaard gebleven, inclusief de houten laatjes en  de aardewerken potten. De groene tegels tonen farmaceutische, religieuze en astrologische symbolen. Op de plek waar een kraan was, voor bronwater om meteen medicijnen in te kunnen nemen, bevat de tegel een maskerkopje met open mond. Boven dit fonteintje is een esculaap, met aan weerszijden papavers, ingemetseld. De groene tegels werden door de Porceleyne Fles geleverd, omdat de tegelzetter een exclusief contract met die fabriek had. Ook de medicijnkasten maken deel uit van de tegelwand.
Tussen de winkelruimte en de apotheek staat een houten scheidingswand met gesneden decoraties.
Het gewelfde plafond is gedecoreerd met eenvoudig stucwerk. De vloer is van marmer, terwijl er van origine mozaïek lag.

## Bron
- Korte Poten 7 t/m 7c. Gemeente Den haag. Gearchiveerd op 25 april 2021. Geraadpleegd op 25 april 2021.